# محوطه باستان‌شناختی قلعه گبری اردلوک
محوطه باستان‌شناختی قلعه گبری اردلوک؛ نام محوطه‌ای باستانی مربوط به دورهٔ اشکانی است و در شهرستان مشهد واقع شده و این اثر در تاریخ ۱۹ آبان ۱۳۹۵ با شمارهٔ ثبت ۳۱۵۹۸ به‌عنوان یکی از آثار ملی ایران به ثبت رسیده‌است.